# Macouria
Macouria és un municipi francès, situat a la regió d'ultramar de la Guaiana Francesa. L'any 2006 tenia 7.779 habitants. Limita amb Matoury i Montsinéry-Tonnegrande al sud i amb Kourou a l'est. El municipi es divideix en dues parts, el burg de Tonate (per mr. Tonat, propietari de les terres) i la vila nova residencial.

En roig el territori comunal de Macouria.

## Demografia
| 1962                                       | 1968 | 1975 | 1982 | 1990  | 1999  |
| ------------------------------------------ | ---- | ---- | ---- | ----- | ----- |
| 586                                        | 384  | 490  | 446  | 2.069 | 5.050 |
| Des de 1962: població sense dobles comptes |      |      |      |       |       |

## Administració
| Període | Identitat     | Partit        |
| ------- | ------------- | ------------- |
| 2001-   | Serge Adelson | Divers gauche |